# Dasht-e Margoh

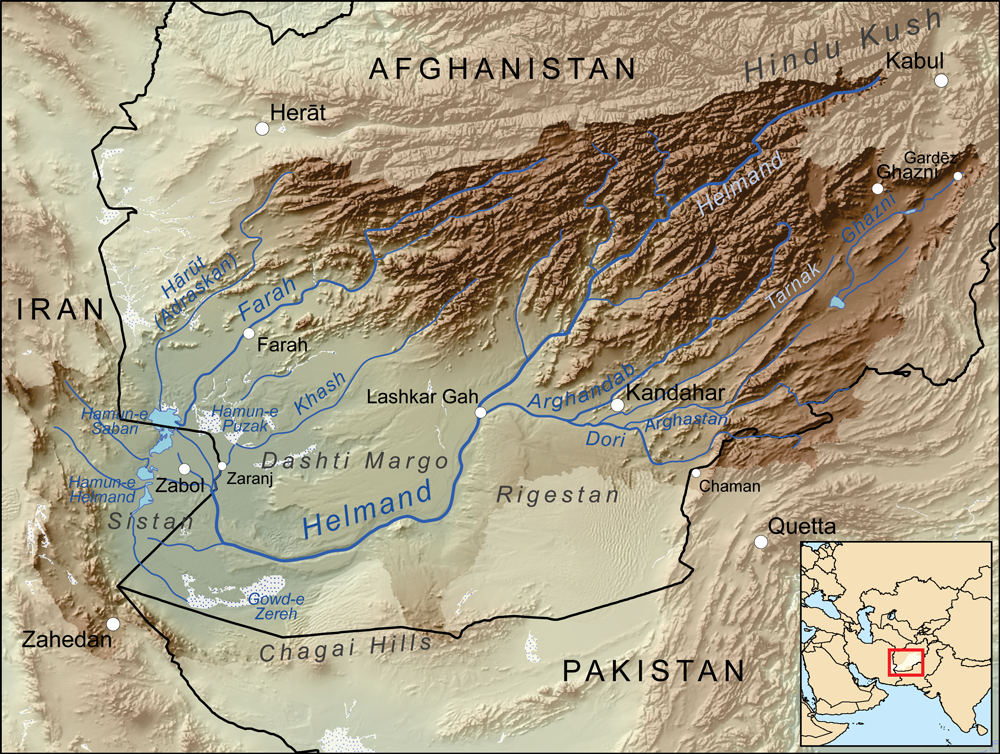
Localizzazione del deserto Dasht-e Margoh, nella parte centrale sinistra della mappa.

Il Dasht-e Margoh (in persiano: دشت مارگو), citato anche come Dasht-e Mārgow o Dasht-e Margo o Dasht-i- Mārgo, è una regione desertica situata nelle province di Helmand e Nimruz, nella parte meridionale dell'Afghanistan. È adiacente ai deserti di Dasht-e Khash e Rigestan. 
Si estende su di un'area di circa 150.000 km² a un'altitudine compresa tra 500 e 700 metri. Il deserto consiste principalmente di sabbie e di pianure di rocce e argilla con presenza di solončak, takir e rare oasi.
Il nome del deserto deriva dalle parole in lingua dari dasht ("deserto") e margoh ("morte"), con il significato quindi di "deserto della morte".